# Mesanusia
Mesanusia är ett släkte av steklar. Mesanusia ingår i familjen sköldlussteklar.
Kladogram enligt Catalogue of Life:
| Mesanusia | \| \| Mesanusia latiscapus \| \| \| \| \| \| Mesanusia speciosa \| \| \| \| |
|           | \| \| Mesanusia latiscapus \| \| \| \| \| \| Mesanusia speciosa \| \| \| \| |
|           | Mesanusia latiscapus                                                        |
|           |                                                                             |
|           | Mesanusia speciosa                                                          |
|           |                                                                             |